# Aroemeens
Het Aroemeens of Macedo-Roemeens is een taal op het Balkanschiereiland die behoort tot het Balkanromaans. De sprekers zijn de Aroemenen (ook bekend als Macedo-Roemenen, Tsintsaren of Koutzovlachen), oorspronkelijk in Griekenland (vooral in het Pindosgebergte), Albanië, Noord-Macedonië en Bulgarije (zie: Vlachen) en nadat zij door de Roemeense regering daartoe werden uitgenodigd door relatief recente migraties ook in Roemenië. Alleen in Noord-Macedonië geniet het de status van een officiële minderheidstaal. Het Aroemeens is nauw verwant aan de grootste Balkanromaanse taal, het Roemeens, en het wordt dan ook niet altijd als aparte taal beschouwd. De taal werd gebruikt door herders die vanuit het Roemeense kerngebied en dan met name de Karpaten over de Balkan uitzwierven en zich in de 19de eeuw permanent ging vestigen in hun winterverblijfsplaatsen, die sindsdien tot dorpen uitgroeiden.
Het Aroemeens wordt buiten Griekenland met het Latijnse alfabet geschreven: de naam van de taal luidt daar armăneashce. De ă is daarbij de enige letter die van een diakritisch teken is voorzien. Voor de weergave van andere klanken worden vaker dan in het Roemeens digrafen gebruikt: Aroemeens sh versus Roemeens ş. In Griekenland bestaat geen gestandaardiseerde spelling, maar men gebruikt in elk geval het Griekse alfabet.

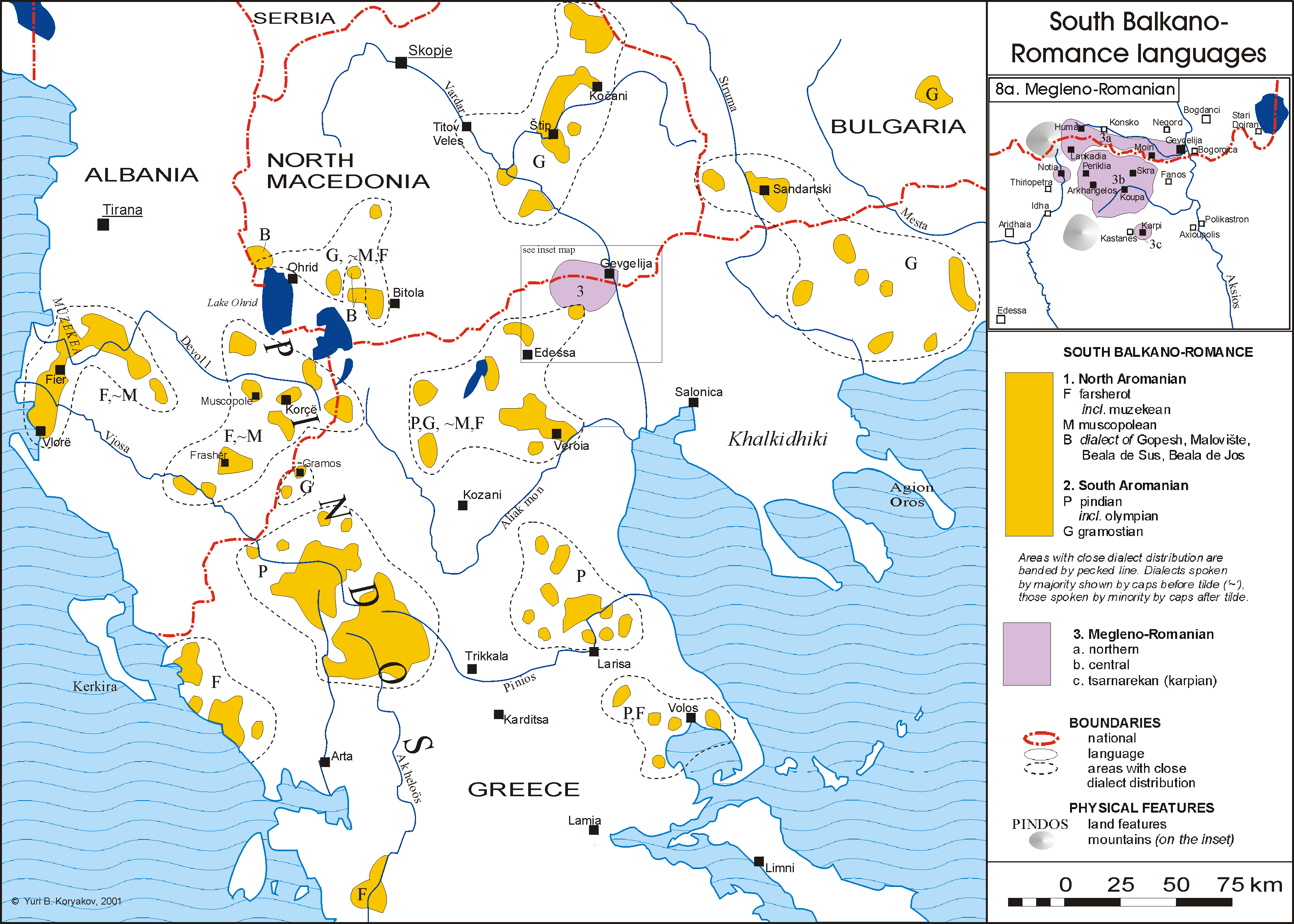
Verpreiding van Balkanromaanse talen waaronder het Aroemeens